# Domaine de Sōma

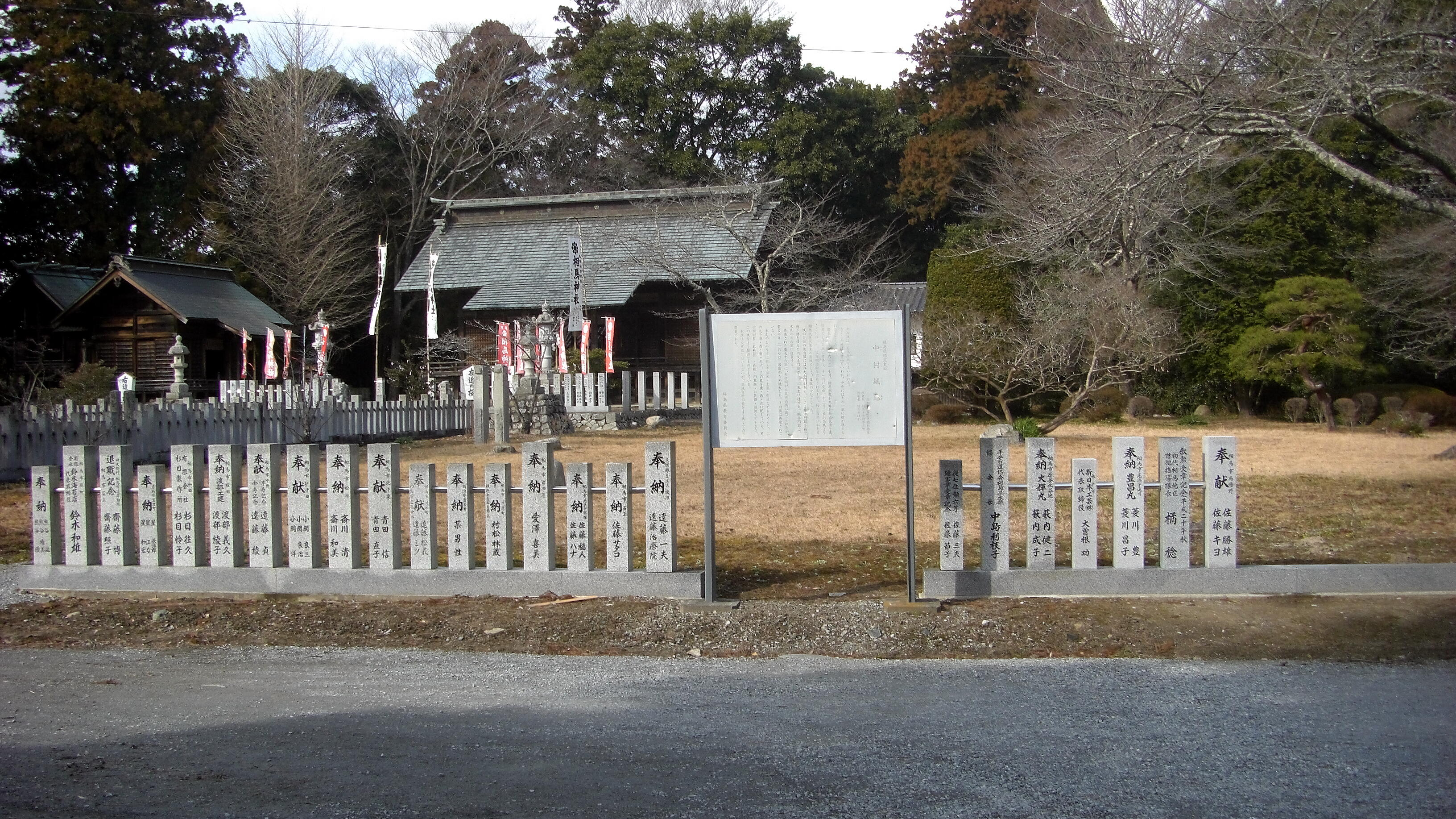
Site du château de Soma Nakamura

Le domaine de Sōma (相馬藩, Sōma-han) est un domaine féodal japonais de l'époque d'Edo situé dans la province de Mutsu. Il était géré par le clan Sōma. Le domaine est aussi connu sous le nom domaine de Sōma-Nakamura (相馬中村藩, Sōma-Nakamura-han).
Ce domaine fait partie des 31 membres de l'alliance Ōuetsu Reppan Dōmei.

## Source de la traduction
- (en) Cet article est partiellement ou en totalité issu de l’article de Wikipédia en anglais intitulé « Sōma Domain » (voir la liste des auteurs).